# Supercharly
Supercharly fue una serie producida por Grundy Producciones y Telecinco. Tenía que haberse emitido en Telecinco a principios del año 2010, pero fue paralizado su rodaje y no se emitió. Al final, Telecinco decidió estrenar los capítulos grabados en el verano de 2010, época de baja competencia.

## Sinopsis
El día en que sufre un accidente y pierde su trabajo supone el comienzo de una nueva vida para Carlos Navarro (Luis Callejo) ya que, de repente, comienza a experimentar extraños fenónemenos: puede leer el pensamiento de las personas con las que se cruza por la calle, visualiza situaciones que van a ocurrir en el futuro y es capaz de mover objetos con el poder de su mente. El protagonista cree que todo es debido al estrés de haber perdido el empleo, pero un genetista le da la respuesta que necesita: tiene un gen más que constituye la fuente de sus poderes, con lo que puede considerarse una especie de superhéroe. Carlos tendrá que asumir esta nueva y hasta el momento desconocida faceta y entrar en acción como Supercharly, pero en su vida cotidiana seguirá siendo un absoluto desastre. Además, no podrá decirle a Leo, su mujer (Malena Alterio), ni a sus tres hijos que es un superhéroe, lo que provocará múltiples conflictos en casa. A medida que aumenta la popularidad de Supercharly, la vida personal de Carlos se irá complicando cada vez más.

## Personajes
- Carlos Navarro/Supercharly (Luis Callejo): Protagonista de la serie, que tras ser alcanzado por un rayo, empezó a notar que tenía superpoderes, como ver el futuro, leer la mente, o parar el tiempo.
- Leonor "Leo" Robledo (Malena Alterio): Esposa de Carlos, trabajadora en un puesto de cosmética en los Grandes Almacenes Rose.
- Abraham (Juan Manuel Cifuentes): Mejor amigo de Carlos, que sueña con vivir en el campo con un rebaño de cabras. Él sabe el secreto de los poderes de Carlos.
- Estefanía "Fani" Sáez (Toni Acosta): Compañera y mejor amiga de Leo.
- Maite (Carmen Ruiz): Propietaria del bar heredado por su hermano al que van los personajes.
- Luís Lozano (Josep Linuesa): Un importante hombre de negocios y rival de toda la vida de Carlos.
- Óscar Navarro (Adrián Lamana): Hijo mayor de Carlos y Leo.
- Verónica "Vero" Navarro (Ana Mena): Hija de Carlos y Leo.
- Edu Navarro (Javier Villalba): Hijo menor de Carlos y Leo.
- Ricardo Chinchilla (Manolo Caro): Jefe de Leo y Fani en los Grandes Almacenes Rose.
- Alejandra "Álex" (Denise Maestre): Mejor amiga de Óscar y sobrina de Maite.
- Dr. Eugenio "Gen" (Manolo Solo): El Dr. Gen hace pruebas a Supercharly para que pueda controlar sus poderes.
- Miriam Baquerizo (Norma Ruiz): Reportera que quiere descubrir la identidad de Supercharly.

## Episodios y audiencias
| Temporada | Temporada | Episodios | Estreno             | Final                | Audiencia media | Audiencia media | Audiencia media |
| Temporada | Temporada | Episodios | Estreno             | Final                | Espectadores    | Cuota           |                 |
| --------- | --------- | --------- | ------------------- | -------------------- | --------------- | --------------- | --------------- |
|           | 1         | 5         | 1 de agosto de 2010 | 29 de agosto de 2010 | 1 026 000       | 9,24%           |                 |

| # | Título original                           | Fecha de emisión     | Código de prod. | Audiencia del estreno                   |
| --- | ----------------------------------------- | -------------------- | --------------- | --------------------------------------- |
| 1 | «Piloto»                                  | 1 de agosto de 2010  | 1x01            | 1.267.000 espectadores y 11,4% de share |
| La empresa le comunica a Carlos su despido como albañil y comienza a manifestar una serie de facultades extraordinarias tras sufrir un accidente. Sin embargo, su principal preocupación será que Leo, su mujer, no se percate de que se ha quedado en paro, para lo que tendrá que conseguir dinero. La situación en el domicilio de los Navarro empeorará cuando el hijo mayor de la pareja, Óscar, comience a tener serios problemas en el colegio y Vero, la hija pequeña, esté a punto de ser atropellada ante la mirada atónita de su padre |                                           |                      |                 |                                         |
| 2 | «Un destino por cumplir»                  | 8 de agosto de 2010  | 1x02            | 1.145.000 espectadores y 10,2% de share |
| Carlos está angustiado por lo que le sucede e intenta explicárselo a su mujer, que piensa que su marido se está inventando los síntomas porque tiene la autoestima un poco baja desde que perdió el trabajo. Acompañado por su amigo Abraham, acude a la consulta del doctor Gen para averiguar qué le ocurre. Mientras tanto, Leo intenta recuperar su puesto de trabajo en Galerías Ross. La pequeña Vero está preocupada por la precaria situación laboral de sus padres y empieza a robar comida de la nevera de su abuela. Cuando Charo descubre que le están robando, suegra y nuera tendrán una fuerte discusión, ya que la madre de Carlos acusa a Leo de ser la culpable.                                                                                                  |                                           |                      |                 |                                         |
| 3 | «El hombre Omega»                         | 15 de agosto de 2010 | 1x03            | 823.000 espectadores y 8,2% de share    |
| Carlos y Abraham van a la consulta del doctor Gen para conocer el resultado de sus pruebas. El doctor le explica que, aunque parezca increíble, Carlos es una evolución del Homo sapiens: el hombre Omega. Sin embargo, sus poderes conllevan efectos secundarios. El protagonista intenta hacer creer a Leo que su suerte va a cambiar, pero ella piensa que es una broma más de su fantasioso marido. Carlos se enfrentará a un triple reto: mediar entre su madre y su mujer, ocultar su identidad de héroe y desempeñar su papel de Supercharly |                                           |                      |                 |                                         |
| 4 | «El dilema del héroe»                     | 22 de agosto de 2010 | 1x04            | 870.000 espectadores y 7,6% de share    |
| Tras el éxito que ha supuesto la detención de los narcotraficantes gracias a su intervención, Carlos se centra en conseguir explicaciones de sus contrapoderes. El doctor Gen le explica que el uso de los poderes le resta una gran cantidad de energía. Como solución le propone un severo entrenamiento para conseguir un estado físico óptimo, pero Carlos no tiene en cuenta sus recomendaciones. Preocupada por las deudas que acumula la familia, Leo acepta dar un discurso ensalzando a Lozano a cambio de un plus sin que su marido se entere. Sin embargo, un macabro plan de Lozano hace que Carlos lo presencie y sienta una gran decepción. |                                           |                      |                 |                                         |
| 5 | «Todos merecemos una segunda oportunidad» | 29 de agosto de 2010 | 1x05            | 1.026.000 espectadores y 8,8% de share  |
| Tras fracasar como ayudante de instructor sanitario en el colegio de sus hijos, Carlos consigue un trabajo como representante de cuchillos. Las comisiones son muy altas y parece un negocio seguro, especialmente cuando Lozano le garantiza una compra masiva de cuchillos para Almacenes Ross. Carlos duda si aceptar o no, pero en el último momento y forzado por Leo decide presentarse ante Lozano. Cuando está a punto de formalizar la venta, Carlos tiene que decidir entre firmar el contrato o actuar como Supercharly para evitar una tragedia. Además, Óscar se siente un fracasado cuando la revista del colegio rechaza sus elaborados dibujos para un cómic. Abraham ayudará a Fani en los duros momentos que atraviesa, pero ella marca la distancia entre ambos. |                                           |                      |                 |                                         |